# René Cresté
René Auguste Cresté, né le 5 décembre 1881 à Paris 19e et mort le 30 novembre 1922 à Paris 20e, est un acteur français.
Vedette du théâtre et du cinéma muet, il est principalement connu pour son interprétation de Judex dans le feuilleton de Louis Feuillade.

## Biographie
Dès le début du XXe siècle, il entame une brillante carrière théâtrale dans des rôles de jeune premier romantique, notamment dans Claudine à Paris de et avec Colette, Ruy Blas de Victor Hugo et Adrienne Lecouvreur d'Eugène Scribe. En 1913, Alphonse Séché l’engage dans son Nouveau Théâtre d’Art pour être la tête d’affiche de plusieurs pièces.
Entre-temps, René Cresté débute, dès 1908, au cinématographe chez Gaumont puis chez Pathé. Peu d’information subsistent sur les films qu'il a tournés à cette époque, si ce n’est La Chatte métamorphosée en femme (1910) réalisé par Michel Carré pour la Société cinématographique des auteurs et gens de lettres (SCAGL) de Charles Pathé. En 1912, c’est Léonce Perret qui le met en valeur dans une série de courts métrages de la Gaumont, parmi lesquels La Bonne Hôtesse (1912) avec Suzanne Grandais, Par l’amour (1913) avec Jean Aymé, Son or (1915) avec Yvette Andréyor, Dernier amour (1916) avec Valentine Petit, et Le Roi de la montagne (1916) avec Fabienne Fabrèges.
Au début de la Première Guerre mondiale, René Cresté s’engage dans l’armée et participe activement aux combats. Blessé et démobilisé, il reprend du service chez Gaumont fin 1915. Il retrouve Léonce Perret pour quelques productions, puis Louis Feuillade lui offre le rôle de Jacques de Trémeuse dit Judex, un justicier vêtu de noir, dans un sérial en douze épisodes. Ses partenaires sont Yvette Andréyor, Louis Leubas, Musidora, Édouard Mathé, Marcel Lévesque et le petit René Poyen, tous des habitués des films de Feuillade. Le succès est considérable. René Cresté, déjà très prisé par le public féminin, devient une immense vedette en incarnant ce héros positif qui vole au secours des opprimés. Une suite est tournée l’année suivante avec la même équipe, La Nouvelle Mission de Judex, moins réussie que la précédente mais qui va faire entrer définitivement l’acteur dans le Panthéon du cinéma.

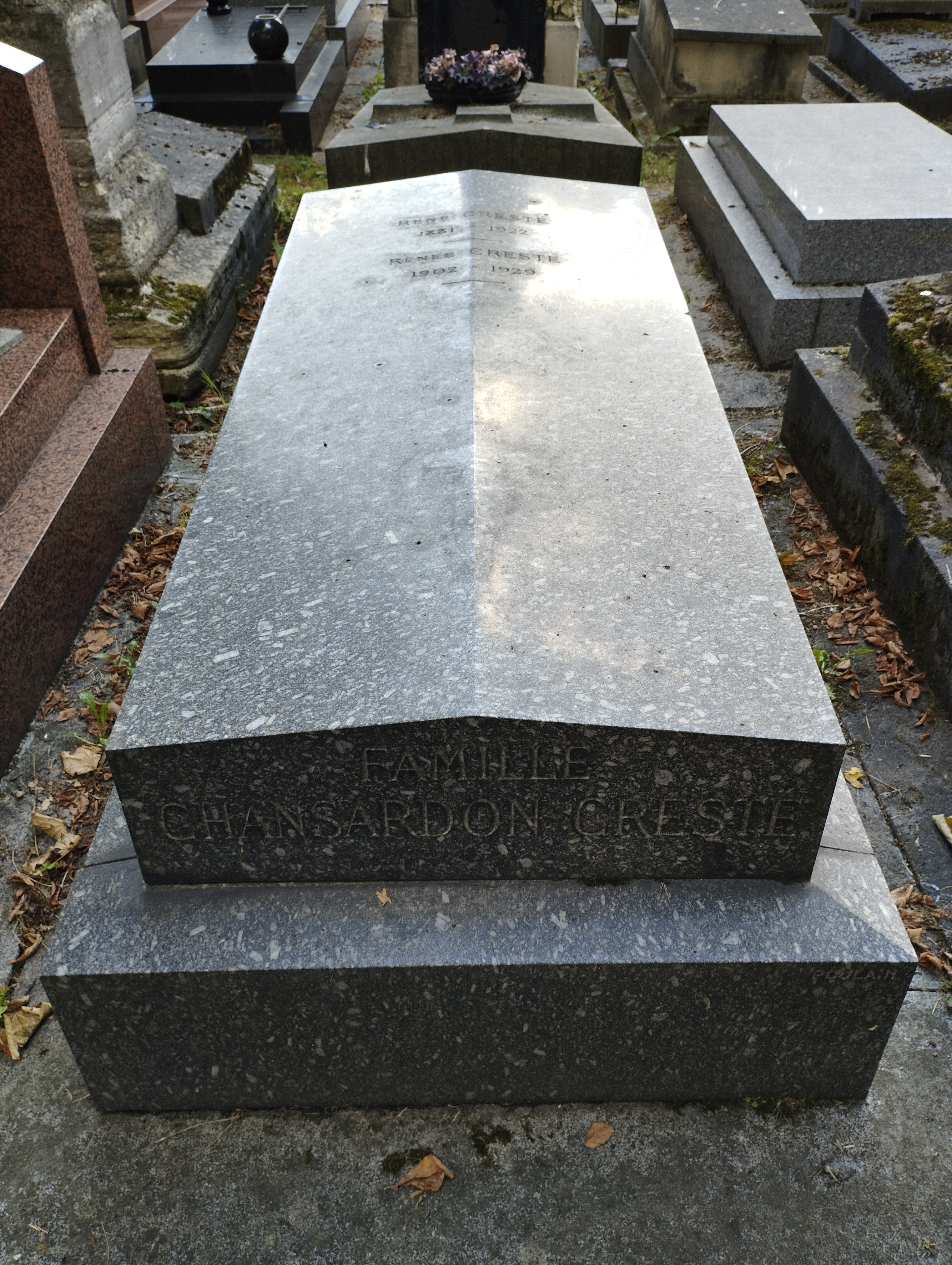
Tombe de René Cresté au cimetière de Montmartre (division 26).

Par la suite, René Cresté retrouve des personnages intéressants dans deux cinéromans de Louis Feuillade, celui du jeune aventurier dans Tih Minh (1918) et celui du soldat Bertin réformé de guerre dans Vendémiaire (1918), mais pour le public son nom reste irrémédiablement associé à celui de Judex. Soucieux de son image, il décide alors de prendre en main sa carrière. Il fonde sa propre maison de production, les Films René-Cresté, pour laquelle il réalise et interprète, sans grand succès, Le Château du silence (1919) et L'Aventure de René (1921). En mai 1922, ruiné et déçu par le frileux accueil du public, il se reconvertit pour diriger le Cocorico-Cinéma, dans le quartier parisien de Belleville, et rejoue son célèbre personnage de Judex dans un spectacle à la Gaîté-Rochechouart.
En 1922, René Cresté réalise son dernier film, Un coup de tête, mais gravement malade de la tuberculose, il ne verra pas le film sortir en salles. Il meurt prématurément le 30 novembre à Paris.
Il est inhumé au cimetière de Montmartre avec sa fille Renée, dans la 26e division, avenue Berlioz, derrière la tombe de la cantatrice Laure Cinti-Damoreau (une ligne de tombes les séparent).

## Postérité
En février 1929, pour subvenir aux besoins financiers de sa veuve et de sa fille infirme, un gala de bienfaisance, le Gala Judex, est organisé par leurs amis à la Salle Pleyel. Il était initialement prévu qu'André Breton et Louis Aragon y présentent une pièce écrite pour l'occasion, Le Trésor des Jésuites avec Musidora dans le premier rôle, mais cette pièce sera finalement déprogrammée par les organisateurs. Ce gala n'apportera qu'un bref répit à la fille de René Cresté qui suivra son père dans la tombe trois mois plus tard.

## Filmographie

### Acteur
- 1910 : La Chatte métamorphosée en femme, de Michel Carré
- 1912 : Le Mariage de Suzie, de Léonce Perret
- 1912 : La Bonne Hôtesse, de Léonce Perret
- 1912 : La Lumière et l'amour, de Léonce Perret : le médecin
- 1913 : Par l'amour, de Léonce Perret : Danielo Langeli
- 1915 : L'Énigme de la Riviera, de Léonce Perret
- 1915 : Son or, de Louis Feuillade
- 1915 : Aimer, pleurer, mourir, de Léonce Perret
- 1916 : Qui ?, de Léonce Perret
- 1916 : Le Retour du passé, de Léonce Perret
- 1916 : Le Roi de la montagne, de Léonce Perret : maître Antonio, le fermier
- 1916 : La Fiancée du diable, de Léonce Perret : Bernard
- 1916 : Les Mystères de l'ombre, de Léonce Perret : Guy de Fréhel
- 1916 : Dernier Amour, de Léonce Perret : Roger Mareuil, le cinéaste
- 1916 : La Belle aux cheveux d'or, de Léonce Perret : Maurice de Sentis
- 1917 : Judex : Jacques de Tremeuse alias Judex
- 1917 : Déserteuse ! de Louis Feuillade
- 1917 : Le Passé de Monique, de Louis Feuillade
- 1917 : Mon oncle, de Louis Feuillade
- 1917 : Herr Doktor, de Louis Feuillade
- 1917 : Le Bandeau sur les yeux, de Louis Feuillade
- 1917 : L'Autre, de Louis Feuillade
- 1917 : La Fugue de Lily, de Louis Feuillade
- 1918 : Les Petites marionnettes, de Louis Feuillade
- 1917 : La Nouvelle Mission de Judex, de Louis Feuillade : Jacques de Trémeuse alias Judex
- 1918 : Vendémiaire, de Louis Feuillade : Pierre Bertin
- 1918 : Tih Minh, de Louis Feuillade : Jacques d'Athys
- 1919 : L'Homme sans visage, de Louis Feuillade
- 1919 : L'Engrenage, de Louis Feuillade
- 1919 : L'Énigme, de Louis Feuillade

### Réalisateur
- 1919 : Le Château du silence, de et avec René Cresté : Georges de Brussanne[7]
- 1921 : L'Aventure de René, de et avec René Cresté, d'après l'œuvre de J.-H. Rosny jeune : René[8]
- 1922 : Un coup de tête, comédie en 3 parties de et avec René Cresté : Marc Renaud